# Controversia entre creación y evolución

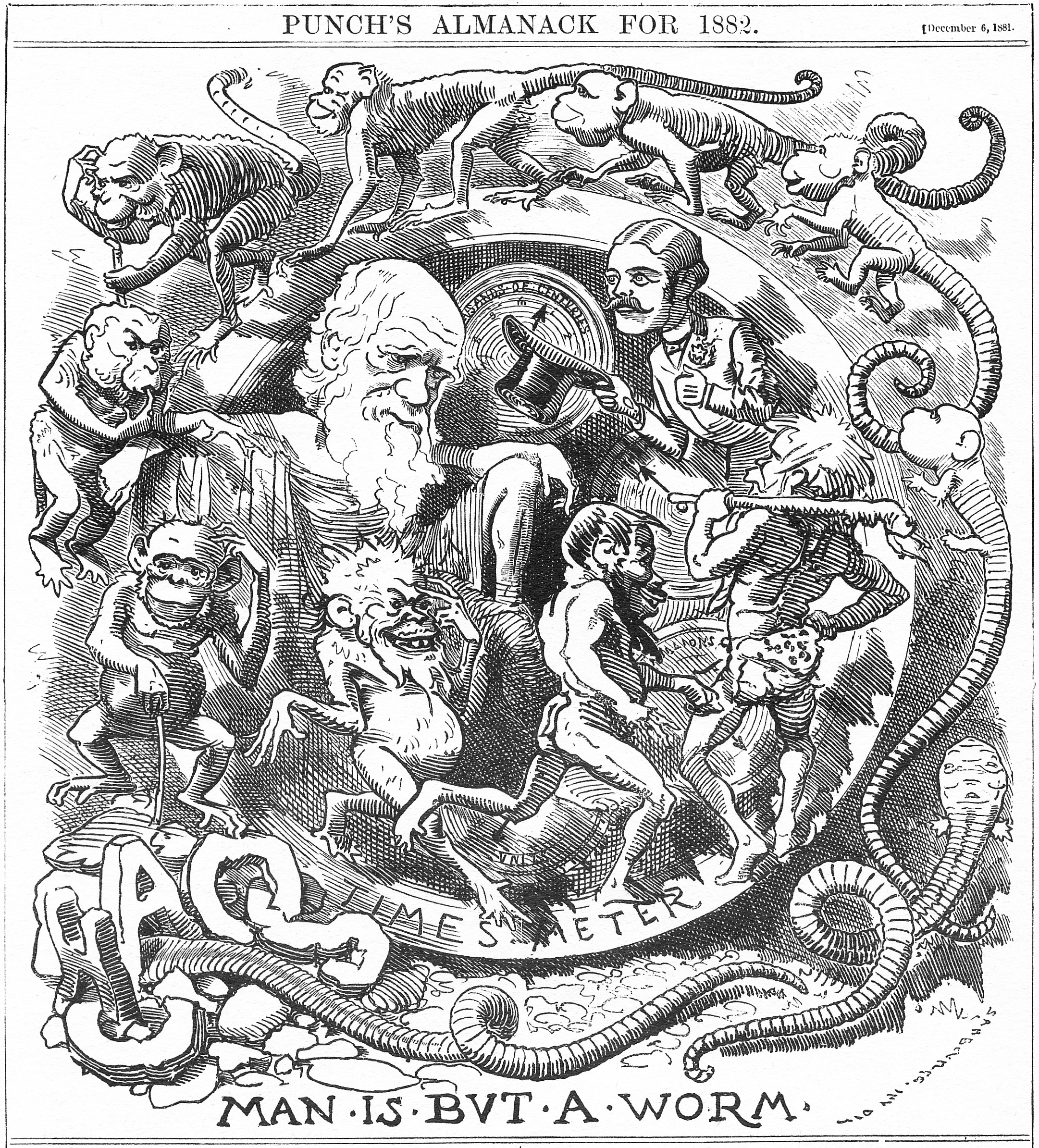
Viñeta satírica de 1882, que parodia la teoría de la evolución de Darwin en «La formación del mantillo vegetal por la acción de las lombrices» (1881).

La controversia creación–evolución (llamada también debate sobre el origen de la vida) es una discusión en los ámbitos cultural, político y teológico sobre los orígenes de la Tierra, de la humanidad y de otras formas de vida. Por mucho tiempo se creyó ampliamente que todas las especies eran productos fijos de la creación divina, eso según el creacionismo, pero desde mediados del siglo XIX la evolución por selección natural se ha establecido como un hecho científico empírico.
El debate es cultural, no científico: en la comunidad científica y académica,  la evolución se acepta como un hecho y los esfuerzos para mantener la visión tradicional se consideran casi universalmente como pseudociencia. Aunque la controversia es antigua, en la actualidad trata principalmente sobre lo que constituye una buena educación.
Entre los países de mayoría cristiana, el debate se ve con mayor claridad en Estados Unidos, donde puede ser retratado como parte de una guerra cultural. También existen controversias similares en otras comunidades religiosas, como las ramas más fundamentalistas del judaísmo o el islam. En Europa y en otros lugares, el creacionismo está menos extendido (la Iglesia Católica y la Comunión Anglicana aceptan la evolución) y hay mucha menos presión para enseñarla como un hecho. 
El fundamentalismo cristiano rebate la evidencia de un antepasado común de los humanos y otros animales, como han demostrado la paleontología, la genética, la histología y la cladística, y otras subdisciplinas basadas en las conclusiones de la biología evolutiva, la geología, la cosmología y otros campos relacionados. En su lugar, alegan el relato bíblico de la creación, asimilándola a la ciencia («ciencia de la creación»).
La Iglesia católica reconoce la existencia de la evolución. El papa Francisco ha declarado: «Dios no es un ser divino ni un mago, sino el creador que dio vida a todo (…). La evolución en la naturaleza no es incompatible con la noción de la creación, porque la evolución requiere la creación de seres que evolucionan». Las reglas de la herencia genética evolutiva fueron descubiertas por un sacerdote católico, el agustino Gregor Mendel, hoy reconocido como el fundador de la genética moderna.
Una encuesta Gallup de 2014 afirma que «más de un 40% de los estadounidenses siguen creyendo que Dios creó a los humanos en su forma actual hace diez mil años, una noción que prácticamente no ha cambiado en las tres últimas décadas. La mitad de los estadounidenses creen que los humanos evolucionaron y, de estos, la mayoría opina que Dios guió el proceso evolutivo. No obstante, aumenta el porcentaje de los que creen que Dios no intervino».
En ocasiones, se presenta el debate como un desacuerdo entre ciencia y religión, pero como afirma la Academia Nacional de Ciencias de Estados Unidos:

En la actualidad, muchas denominaciones religiosas aceptan que la evolución biológica ha producido la diversidad de los seres vivos a lo largo de miles de millones de años de la historia terrestre. Ha habido muchas declaraciones reconociendo que la evolución y los dogmas de una religión concreta son compatibles. Los científicos y los teólogos han escrito elocuentemente sobre su asombro ante la historia del universo y la vida en este planeta, explicando que no ven conflicto entre su fe en Dios y la evidencia de la evolución. Las denominaciones religiosas que no aceptan la existencia de la evolución suelen ser las que creen en interpretaciones estrictamente literales de los textos religiosos.

Academia Nacional de Ciencias – Ciencia, evolución y creacionismo

## Historia
La controversia creación–evolución comenzó en Europa y Norteamérica a finales del siglo XVIII, cuando las nuevas interpretaciones de la geología condujeron al enunciado de diversas teorías sobre la formación de la Tierra, y la demostración de las extinciones gracias a la secuencia geológica de los fósiles dio lugar a las primeras ideas sobre la evolución, especialmente el lamarckismo. En el Reino Unido, estas ideas de cambio continuo se vieron al principio como una amenaza al existente orden social «fijo», y tanto el estado como la iglesia las reprimieron. Las condiciones se suavizaron paulatinamente y, en 1844, el controvertido libro «Vestigios de la Historia Natural de la Creación» de Robert Chambers popularizó la idea de una transmutación de las especies. La élite científica rechazó estas teorías desdeñosamente, y la Iglesia de Inglaterra reaccionó con furia; pero muchos unitarios, cuáqueros y bautistas —grupos que se oponían a los privilegios de la religión estatal— se mostraron favorables a la idea de Dios actuando a través de esas leyes.

### Ciencia de la creación
Al tiempo que aumentaba la confianza de los biólogos en la evolución como principio definitorio de la biología, en América también creció el número de miembros de las iglesias que hacían una interpretación cada vez más literal de las escrituras, y de ellas, las más notables fueron la Convención Bautista del Sur y la Iglesia luterana Sínodo de Misuri. Gracias a su crecimiento y a unas saneadas finanzas, estas iglesias se equiparon para promulgar el mensaje creacionista con sus propios colegios, facultades, editoriales y medios de comunicación.
En 1961 se publicó el primer libro importante del creacionismo, el influyente The Genesis Flood: The Biblical Record and Its Scientific Implications, de John C. Whitcomb y Henry M. Morris. En él, los autores argumentan que la creación duró literalmente 6 días, que los humanos convivieron en algún momento con los dinosaurios y que Dios creó cada «tipo» de vida de forma individual. Gracias a este libro, Morris se convirtió en un popular orador y se dedicó a difundir las ideas antievolutivas dando conferencias en universidades, escuelas e iglesias. El Creation Science Research Center («Centro de Investigación de la Ciencia de la Creación», CSRC) comenzó a publicar libros de texto de biología que promovían el creacionismo. En su momento, el CSRC quedó dividido entre el sensacionalismo y un punto de vista más intelectual, y Morris fundó el Institute for Creation Research («Instituto para la Investigación de la Creación»), prometiendo que estaría gestionado por científicos. Morris y los defensores de la geología diluviana adoptaron los términos «creacionismo científico» y «ciencia de la creación». La geología diluviana adoptó «la etiqueta genérica del creacionismo para sus puntos de vista hiperliterales».

### Fusión de ciencia y religión
Los creacionistas suelen esgrimir el argumento de que «la evolución es una religión, no una ciencia» para minar el carácter científico que reclaman los biólogos cuando debaten con los creacionistas, y así niegan que se trate de un debate entre ciencia (evolución) y religión (creacionismo), reduciéndolo a una polémica entre dos creencias igualmente religiosas, o incluso manteniendo que la evolución es un tema religioso, mientras que el diseño inteligente no lo es. Los que rebaten la evolución suelen referirse a los sus partidarios como evolucionistas o darwinistas..
Esto se argumenta generalmente por analogía, aduciendo que la evolución y la religión tienen puntos en común, y por tanto, la evolución es una religión. Ejemplos de estas analogías es que la evolución se basa en la fe, que los partidarios de la evolución reverencian a Darwin como si fuera un profeta, y que rechazan de plano dogmáticamente cualquier posibilidad alternativa. Estos argumentos se han popularizado en los últimos años a consecuencia de que el movimiento neocreacionista se distancie de la religión, dando razones para utilizar una analogía antirreligiosa.
Como respuesta, los partidarios de la evolución argumentan que ninguna afirmación científica —incluyendo las de Darwin— se considera sacrosanta, como demuestran los aspectos de la teoría de Darwin que han sido rechazados o revisados por la ciencia a lo largo de los años, para conformar el neodarwinismo primero y después la síntesis evolutiva moderna

## Cuestiones relacionadas con la religión

### Religión y científicos históricos
Los creacionistas argumentan a menudo que el cristianismo y la creencia literal en la Biblia son  elementos esenciales o directamente responsables del progreso científico. Con ese fin, el fundador del Institute for Creation Research, Henry M. Morris, aduce que científicos como el astrónomo y filósofo Galileo Galilei, el matemático y físico teórico James Clerk Maxwell, el matemático y filósofo Blaise Pascal, el monje y genetista Gregor Mendel y el físico Isaac Newton creían en la creación tal como la relata la Biblia
Esta línea de argumentación suele recurrir a científicos que ya no vivían cuando se propuso la teoría de la evolución u otros cuyo campo de estudio no tenía relación con dicha teoría. Los opositores al creacionismo suelen considerar engañosas estas afirmaciones.
Muchos de los científicos en cuestión realizaron trabajos iniciales sobre los mecanismos de la evolución. Por ejemplo, la síntesis evolutiva moderna combina la teoría de la evolución de Darwin con las teorías de Mendel sobre la herencia genética. Aunque hacia finales del siglo XIX los científicos atribuían la especiación principalmente a algún tipo de evolución biológica, no fue hasta mediados del siglo XX que las teorías evolutivas se estabilizaron  en forma de la síntesis moderna. El genetista y biólogo evolutivo Theodosius Dobzhansky, considerado el padre de la síntesis moderna, afirmó que «nada en la biología tiene sentido si no es a la luz de la evolución», y no veía conflicto alguno entre la evolución y sus creencias religiosas. No obstante, algunos de los científicos históricos a los que recurren los creacionistas estudiaban cuestiones muy diferentes a las que se tratan actualmente. Por ejemplo, Louis Pasteur rebatía la teoría de la generación espontánea con la biogénesis, una postura que algunos creacionistas describen como una crítica a la evolución molecular y a la abiogénesis. Pasteur aceptaba que la Tierra tenía millones de años y que se había producido cierta forma de evolución.
La relación entre religión y ciencia no se describió en términos antagónicos hasta finales del siglo XIX, e incluso desde entonces, para los científicos evolucionistas ha habido muchos ejemplos de que ambas tendencias son reconciliables. Numerosos científicos históricos han escrito libros en los que explican sus estudios como un deber espiritual motivado por sus creencias religiosas. Aun así, esas profesiones de fe no pudieron evitar las críticas dogmáticas de ciertas personas muy religiosas.

## Fuera de Estados Unidos

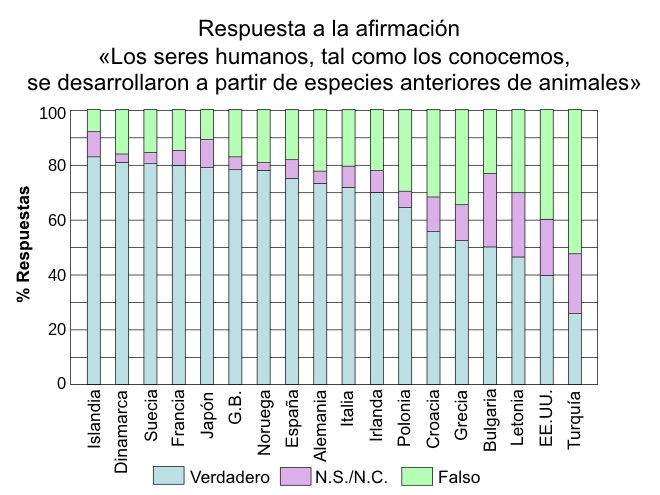
Opinión sobre la evolución humana en distintos países (2008)

Aunque la controversia principal se ha producido en Estados Unidos, se ha extendido también a otros países.

### Europa
Los europeos suelen ver la controversia creación–evolución como un asunto americano. Pero en los últimos años, esta controversia se ha reproducido en algunos países europeos, entre ellos Alemania, Reino Unido, Italia, Países Bajos, Polonia, Turquía y Serbia.
En España la cuestión quedó zanjada definitivamente en los ambientes católicos tras la publicación en 1966 por la Biblioteca de Autores Cristianos del libro La evolución, obra colectiva coordinada por Crusafont, Meléndez y Aguirre, en la que se exponían abiertamente posturas neodarwinistas por numerosos especialistas de prestigio.
El 17 de septiembre de 2007, el Comité de Cultura, Ciencia y Educación de la Asamblea Parlamentaria del Consejo de Europa publicó un informe sobre el intento de promover el creacionismo en las escuelas de Europa por parte de grupos creacionistas inspirados en los estadounidenses. El informe concluye: «Si no tenemos cuidado, el creacionismo podría convertirse en una amenaza a los derechos humanos, preocupación principal del Consejo de Europa (…) La guerra contra la teoría de la evolución y sus defensores se origina muy a menudo en forma de extremismo religioso, estrechamente aliado con movimientos políticos de extrema derecha (…) Algunos defensores del creacionismo estricto pretenden sustituir la democracia por la teocracia». El Consejo de Europa rechazó firmemente el creacionismo.

### Australia
En la década de 1980, el gobierno estatal de Queensland, presidido por Joh Bjelke-Petersen,   autorizó la enseñanza del creacionismo en la educación secundaria. En 2010, el gobierno de ese estado introdujo el creacionismo en el programa educativo dentro de la asignatura de Historia Antigua, donde sus orígenes y naturaleza se consideran una significativa controversia. Algunos oradores estadounidenses han dado conferencias públicas en salas alquiladas de universidades australianas.

### Países musulmanes
En los últimos años, la controversia ha cobrado importancia en los países islámicos. Actualmente, en Egipto la evolución forma parte del programa educativo de las escuelas, mientras que Arabia Saudí y Sudán han prohibido su enseñanza. La ciencia de la creación también ha experimentado una fuerte promoción en Turquía y las comunidades inmigrantes de Europa Occidental, gracias sobre todo al trabajo de Harun Yahya. En Irán, la práctica del Islam chií no toma los escritos del Corán de forma tan literal como el wahabismo saudí, y muchos eruditos iraníes chiíes, entre ellos algunos estrechamente relacionados con la Revolución iraní, no se oponen a las ideas evolutivas en general, y no consideran que la evolución sea necesariamente incompatible con el islam. A partir del 5° grado de la escuela primaria, los alumnos iraníes estudian solo la evolución, y los geólogos y los científicos en general se estiman las únicas voces autorizadas del conocimiento científico.